# 薩溫齊 (米爾哥羅德區)
50°5′15″N 33°56′17″E / 50.08750°N 33.93806°E
薩溫齊（烏克蘭語：Савинці），是烏克蘭的村落，位於該國中部波爾塔瓦州，由米爾哥羅德區負責管轄，處於普肖爾河右岸，分別距離大索羅欽齊1.5公里和大布希夫卡4公里，2001年人口1,114。